# Glaphyrus aulicus
Glaphyrus aulicus là một loài bọ cánh cứng trong họ Glaphyridae. Loài này được Chevrolat miêu tả khoa học năm 1854.